# Burnupena
Burnupena là một chi ốc biển, là động vật thân mềm chân bụng sống ở biển trong họ Buccinidae.

## Các loài
Các loài trong chi Burnupena gồm có:
- Burnupena catarrhacta [2]
- Burnupena cincta [3]
- Burnupena denseliriata Dempster & Branch, 1999[4]
- Burnupena lagenaria [5]
- Burnupena papyracea [6]
- Burnupena pubescens [7]
- Burnupena rotunda Dempster & Branch, 1999[8]

## Hình ảnh

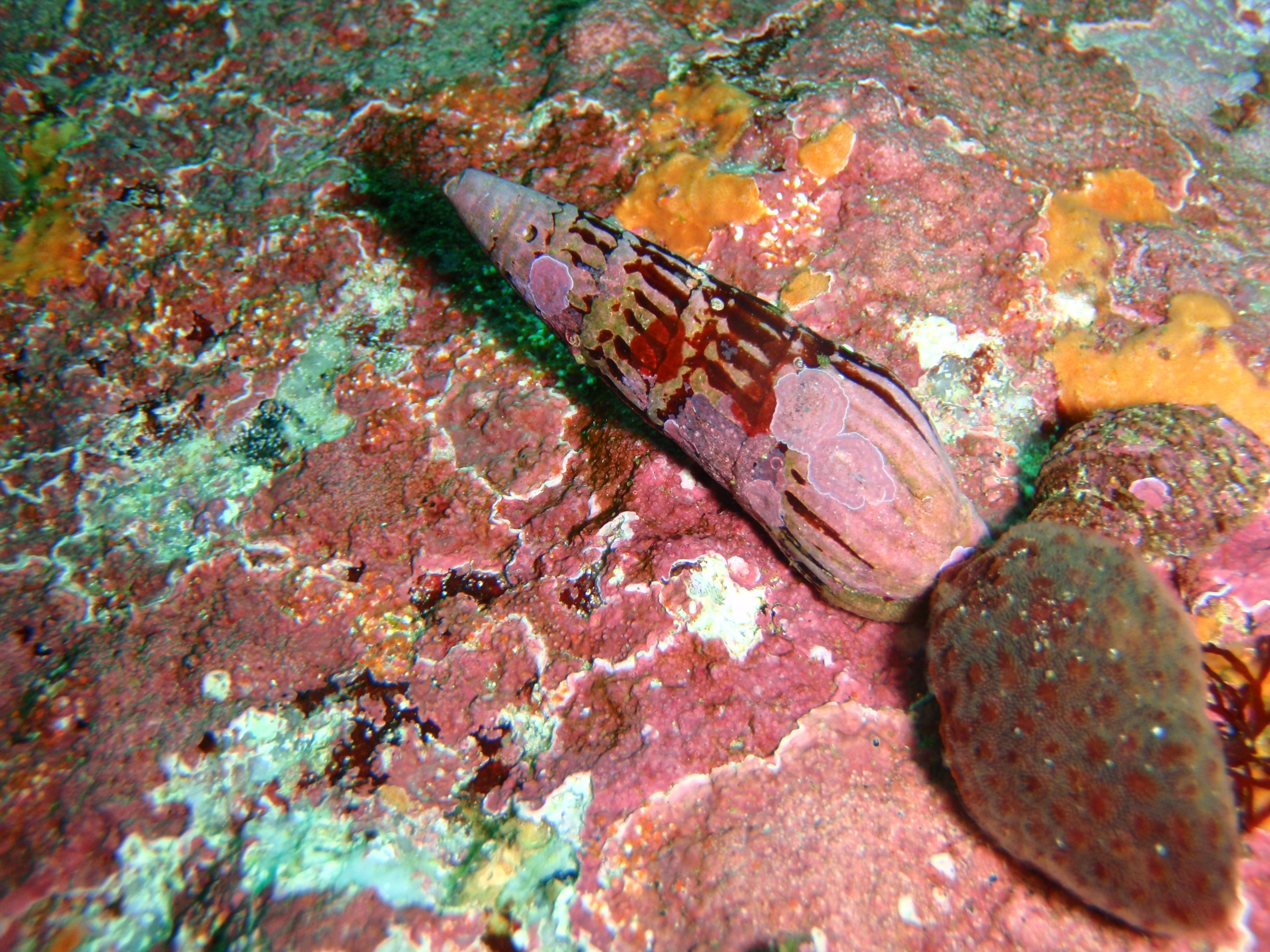
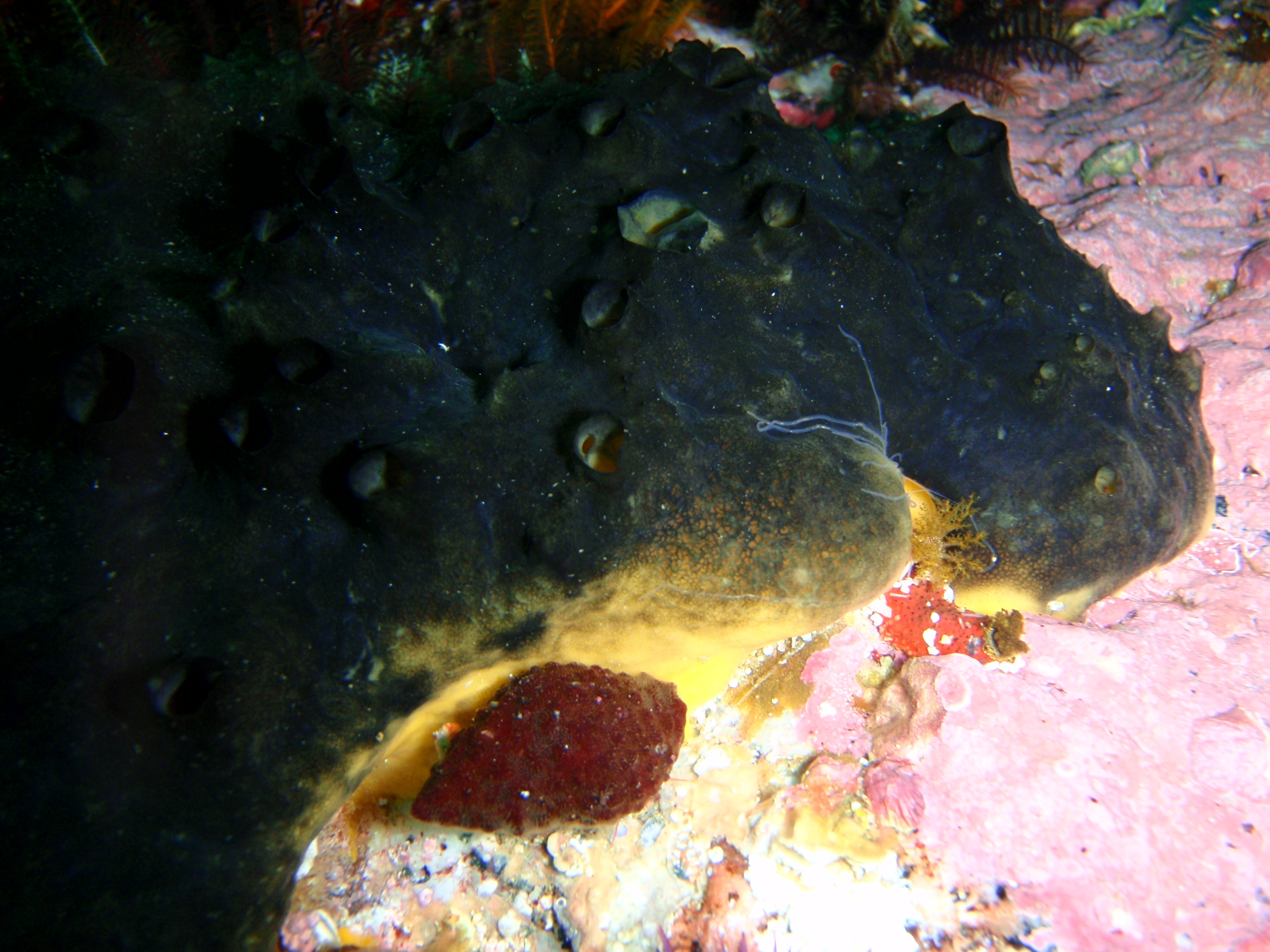